# Ossie Stewart
Ossie Stewart (31 de janeiro de 1954) é um velejador britânico, medalhista olímpico. Ele competiu nos Jogos Olímpicos de Verão de 1992 na classe Soling e conquistou a medalha de bronze, ao lado de Lawrie Smith e Robert Cruickshank. Em 2011, junto com Smith, tornou-se campeão mundial na classe Kite.